# Скопелос
Скопелос је једно од острва Спорада у Егејском мору.
Острво управно припада округу Споради, као једна од општина. Седиште општине и највеће насеље на острву је истоимени градић Скопелос.

## Природни услови
Скопелос је острво у оквиру Спорада у западном делу Егејског мора. Скопелос се сместио између Скиатоса на западу (7 км размака) и Алонизоса на истоку (3 км размака).
Површина Скопелоса је 96 км², дужина око 18 км, а ширина до 10 км. Обала острва није много разуђена осим у источном делу, где постоји мањи залив, где је смештен град Скопелос. Острво је брдовито, а два врха прелазе висину од 500 м. Виши од њих и највиша тачка на острву је врх Делфи на 681 м н. в.
Клима на Скопелосу је средоземна.

## Историја
По легенди Скопелос је пронађен од стране Стафилоса, сина бога Диониса и принцезе Аријадне од Крита. Историјски се сматра да су први становници острва били досељеници са Крита у време бронзаног доба.
Током већег дела историје острвом је управљано са веће Евбеје. Током историје острво је било у поседу: 
- античке Атине (4. век п. н. е.)
- античке Македоније (338-146. п. н. е.)
- старог Рима (146. п. н. е. - 330 г.)
- Византије (330. г. - 1204. г.)
- Млетачке републике (1204. г. - 1538. г.)
- османског царства (1538. г. - 1830. г.)
- савремене Грчке (1830. г. - данас)

## Становништво
По последњем попису из 2001. године на острву живи око 4.696 становника. Готово целокупно становништво су Грци. Више од 60% или преко 3.000 становника живи у главном месту, градићу Скопелосу на источној страни острва. Друго место по значају је село Глоса са нешто више 1.000 становника у северном делу острва. Осталих неколико насеља су углавном са мање од 100 становника.

## Привреда
Пољопривреда је традиционално занимање острвског становништва, поготово узгајање бадема, винове лозе, маслине. Гаје се и козе, од чијег се млека прави фета сир.
Данас је пољопривреда у сенци туризма. Туризам има изванредне услове за развој - мноштво малих прелепих плажа, лепа природа (зимзелене шуме), очувана насеља, посебно старо градско језгро града Скопелоса.
Саобраћајна повезаност Скопелоса са копном је добра, пошто постоји неколико фериботских линија. На острву постоји хелиодром, али не и аеродром. Иако су острвљани подржали иницијативу за изградњу аеродрома, она није још заживела. Дотад ће најближи аеродром бити на суседном Скиатосу.

## Галерија слика
- Град Скопелос са мора
- Град Скопелос са оближњег брда
- Једна од цркава на острву
- Типична улица старог дела Скопелоса
- Мала плажа